# Parafia Zwiastowania Najświętszej Maryi Panny w Potulicach
Parafia Zwiastowania Najświętszej Maryi Panny w Potulicach - rzymskokatolicka parafia we wsi Potulice. Należy do dekanatu Nakło w diecezji bydgoskiej. Erygowana 12 stycznia 1980 roku. Prowadzą ją księża chrystusowcy.